# Колос (стадіон, Христинівка)
«Колос» імені М. П. Наконечного — футбольний стадіон в м. Христинівка, Черкаської області, домашня арена МФК «Христинівка».
Футбольне поле, яке лише набуває характеристик стадіону. Є домашнім полем МФК «Христинівка».
Стадіон відомий серед інтернет-аудиторії, де знаним є відео, на якому після завершення матчу між командами МФК «Христинівка» та ФК «Зорі» Білозір'я футбольний арбітр Цибулько із Канева тікав від розлючених фанатів команди-господарів, які звинувачували його в упередженому арбітражу на користь ФК «Зорі».
У 2013 році стадіону присвоєно ім'я екс-мера Христинівки Миколи Наконечного.